# U 269
U 269 war ein von der Kriegsmarine im Zweiten Weltkrieg eingesetztes U-Boot vom Typ VII C. Während seiner fünf Feindfahrten in seiner knapp zweijährigen Einsatzzeit gelangen keinerlei Versenkungen oder Beschädigungen feindlicher Schiffe. Das U-Boot wurde am 25. Juni 1944 im Ärmelkanal von der britischen Fregatte HMS Bickerton zerstört und dann selbstversenkt. Von den 52 Besatzungsmitgliedern starben 12 am Tag der Versenkung und zwei weitere wenige Tage später; die Überlebenden gerieten in britische Kriegsgefangenschaft.

## Bau und Ausstattung
U 269 hatte an der Oberfläche eine Wasserverdrängung von 769 t und unter Wasser 871 t. Sie war insgesamt 67,1 m lang, 6,2 m breit, 9,6 m hoch mit einem 50,5 m langen Druckkörper und hatte einen Tiefgang von 4,74 m. Das in der Bremer Vulkan-Werft Vegesack gebaute U-Boot wurde von zwei Viertakt-Dieselmotoren F46 mit je 6 Zylindern und Ladegebläse der Kieler Germaniawerft mit einer Leistung von 2060 bis 2350 kW, bei Unterwasserbetrieb mit zwei Elektromotoren GU 460/8–27 von AEG mit einer Leistung von 550 kW angetrieben. Es hatte zwei 1,23 m große Propeller. Das Boot war zum Tauchen bis in Tiefen von 230 m geeignet.
Das U-Boot erreichte an der Oberfläche Geschwindigkeiten bis zu 17,7 Knoten und unter Wasser bis zu 7,6 Knoten. Aufgetaucht konnte das U-Boot bei 10 Knoten bis zu 8500 Seemeilen weit fahren, untergetaucht bei 4 Knoten bis zu 80 Seemeilen. U 269 war mit fünf 533 mm Torpedorohren – vier am Bug und eins am Heck – und vierzehn Torpedos, einer 8,8-cm-Kanone SK C/35 mit 220 Schuss Munition, einer 3,7-cm-FlaK M42 18/36/37/43 und zwei 2-cm-FlaK C/30 ausgestattet.

## Mannschaft
Die Mannschaftsstärke des U-Boots betrug 44 bis 60 Mann. Bei seiner letzten Fahrt waren es 52 Mann.

## Einsätze
Nach seiner Indienststellung wurde U 269 unter dem Kommando des Oberleutnants zur See (ab Oktober 1943 Kapitänleutnant) Karl-Heinrich Harlfinger (1915–1944) ab 19. August 1942 erprobt und diente ab 11. September 1942 bei der 8. U-Flottille in Danzig als Ausbildungsboot. Ab 10. März 1943 wurde es in Kiel für die erste Feindfahrt ausgerüstet und fuhr über Kristiansand und Stavanger nach Bergen (Norwegen), wo es am 20. März 1943 einlief und der 11. U-Flottille als Frontboot zugeteilt wurde.
Vom 23. März 1943 bis zum 23. April 1943 führte das U-Boot als Teil der U-Boot-Gruppe „Eisbär“ im Nordmeer seine erste, erfolglose Feindfahrt durch. 23. April lief es in Narvik ein und wurde am nächsten Tag wieder nach Bergen überführt, wo es am 28. April einlief. Hier fanden längere Wartungsarbeiten statt. Am 29. April 1943 musste Oberleutnant Harlfinger das Kommando wegen einer schweren Erkrankung zeitweise niederlegen.
Am 1. Juli 1943 übernahm bis zum 4. September 1943 Oberleutnant zur See Otto Hansen in Vertretung das Kommando. Vom 6. Juli bis zum 12. Juli führte das U-Boot abermals eine erfolglose Feindfahrt durch, diesmal unter Hansens Kommando. Das Schiff befand sich nun in Narvik und wurde nach Hammerfest überführt, wo es am 14. Juli 1943 einlief. Die nächste Feindfahrt führte es ab 22. Juli 1943 nach Spitzbergen und zur Bäreninsel. Es erlitt Beschädigungen im Eis. Ohne Versenkungen kehrte das Boot über Harstad nach Narvik zurück, das es am 4. September 1943 erreichte.
Am 5. September 1943 konnte Harlfinger wieder das Kommando über U 269 übernehmen. Unter seinem Befehl lief das Boot am 8. September erneut in Bergen ein, in dessen Werft es vom 28. Oktober bis zum 3. November 1943 für Feindfahrten im Atlantik ausgerüstet wurde. Das U-Boot wurde nun der 6. U-Flottille in Saint-Nazaire zugeteilt. Am 4. November 1943 führte Harlfinger das Boot von Bergen als Teil der U-Boot-Gruppe „Coronel“ in den Nordatlantik, wo es wieder keine feindlichen Schiffe beschädigen oder versenken konnte. Am 15. Dezember 1943 lief U 269 in den Hafen von Saint-Nazaire ein. In der Zeit vom 16. Dezember 1943 bis zum 16. März 1944 wurde das U-Boot in der Kriegsmarinewerft von Saint-Nazaire mit einem Schnorchel ausrüstet.
Dem militärisch erfolglosen Harlfinger wurde von der Marineführung der Vorwurf der Wehrdienstentziehung gemacht. Ihm wurde nachgesagt, er habe sich auf Grund seines zügellosen Lebens eine Geschlechtskrankheit zugezogen und sei dadurch dienstuntauglich geworden. Nachdem gegen ihn ein Kriegsgerichtsverfahren in Vorbereitung war, nahm sich Harlfinger am 21. März 1944 mit seiner Dienstpistole im Hotel Majestic in La Baule das Leben, so dass der Posten des Kommandanten von U 269 vakant wurde.
Nach dem Einbau des Schnorchels erhielt am 6. April 1944 der 29-jährige Oberleutnant zur See Georg Uhl das Kommando über U 269. Am 15. April fuhr das U-Boot in den Hafen von Lorient, wo es mehrere Wochen lang in Bereitschaft stand und bis zum 22. Mai Probefahrten machte. Am 23. Mai traf es in Brest (Finistère) ein, um als Teil der U-Boot-Gruppe „Dragoner“ im Westen des Ärmelkanals eine mögliche alliierte Invasion abzuwehren. Am 27. Mai 1944 kehrte das Boot unverrichteter Dinge nach Brest zurück.

## Letzter Einsatz und Ende
Am 6. Juni 1944 kam es tatsächlich zur alliierten Invasion (Operation Overlord), und U 269 lief an diesem Tag wieder unter dem Kommando von Georg Uhl aus dem Hafen von Brest aus, um alliierte Schiffe im Ärmelkanal zu bekämpfen. Nach mehreren heftigen alliierten Luftangriffen lief das Boot, ohne selbst Schiffe angegriffen zu haben, am 14. Juni in den Hafen von St. Peter Port ein, um seine Batterien aufzuladen. Am 16. Juni stach es erneut in See, konnte jedoch vor dem Hafen von Cherbourg nichts ausrichten und sollte nach St. Peter Port zurückkehren. Am 25. Juni wurde U 269 jedoch von der britischen Fregatte HMS Bickerton unter dem Kommando von E. M. Thorpe aus der britischen 5. Geleitsicherungsgruppe (British Support Group 5) entdeckt, mit Wasserbomben angegriffen und schwer beschädigt, wobei zwei Seeleute tödlich verletzt wurden. Uhl musste das U-Boot auftauchen lassen und gab den Befehl zur Selbstversenkung und „alle Mann von Bord“. Auch Uhl sprang ins Wasser, geriet jedoch nach den Berichten Überlebender in die Schiffsschraube der britischen Fregatte und wurde von dieser zerfetzt. Ein in Brest neu zugestiegenes Mitglied der Besatzung sprang zur 3,7-cm-Flak und feuerte auf die Fregatte, wurde jedoch durch eine Salve der Engländer fast sofort getötet. Auch weitere Kameraden erlitten schwere oder tödliche Verwundungen. Die zwei für die Selbstversenkung verantwortlichen Seeleute – der leitende Ingenieur Oberleutnant zur See Friedrich Mürb (1914–1990) und der Obermaschinistenmaat Ludwig Jaburek (1922–2011) –, die zunächst im Turm des U-Bootes eingeschlossen und mit diesem auf eine Tiefe von rund 70 Metern abgesunken waren, konnten sich dann doch ohne jegliche Atemhilfen an die Meeresoberfläche retten. Die überlebenden U-Boot-Fahrer aus U 269 wurden von der Fregatte Bickerton an Bord geholt und als Kriegsgefangene nach England gebracht.

## Schicksal der Besatzungsmitglieder
Bei der letzten Fahrt von U 269 befanden sich 52 Besatzungsmitglieder an Bord. Von diesen starben einschließlich des Kommandanten Georg Uhl 12 am Tag der Versenkung im Ärmelkanal – unter ihnen mehrere, nachdem sie zunächst schwerstverwundet an Bord der Bickerton gebracht worden waren, die übrigen im Wasser oder im Kugelhagel an Deck der U 269. Im Wrack des U-Boots verblieben keine Toten. Von den am 25. Juni Gestorbenen sind drei in Cannock Chase in England begraben. Ihren Verletzungen erlagen in Großbritannien zwei weitere am 1. beziehungsweise am 2. Juli 1944, von denen der im Krankenhaus gestorbene Maschinenobergefreite Bertram Kayser im englischen Brookwood (Surrey) begraben ist. Ein Besatzungsmitglied starb am 28. September 1944 an einer Lungenembolie in einem Kriegsgefangenenlager in den USA, ein weiterer ebenfalls in Kriegsgefangenschaft im Februar 1945. Somit waren bis Kriegsende 16 Mann der Besatzung vom 25. Juni 1944 tot. Die übrigen 36 Besatzungsmitglieder überlebten den Krieg.

## Rezeption
2015 und in einer zweiten Ausgabe im April 2016 erschienen die Erinnerungen des einstigen Besatzungsmitgliedes von U 269, des Maschinenobergefreiten Willi Blüm (1923–2009), eines Vetters des CDU-Politikers Norbert Blüm (1935–2020), herausgegeben von Willi Blüms Sohn Jörg Blüm und von Joachim Poppe unter dem Titel Versenkte Jugend. Mit diesem Titel wollen die Autoren zum Ausdruck bringen, „dass diese Generation Jugend lieber alles anderes getan hätte, als sich alle Hoffnungen, Wünsche und Träume in einem wahnsinnigen Krieg versenken zu lassen.“ Neben Willi Blüms Erinnerungen enthält das Buch auch einen Bericht des Obermaschinistenmaats Ludwig Jaburek (1922–2011), technische und chronologische Daten zum U-Boot, Facsimiles verschiedener Dokumente sowie eine Aufstellung der Besatzungsmitglieder.
Erwähnung fand das U-Boot 2011 auch im Westfälischen Anzeiger im Zusammenhang mit einer späten Familienzusammenführung des Obermaschinistenmaats Ludwig Jaburek mit Nachkommen, die auf seine Zeit im Hafen von Bergen (Norwegen) zurückgehen.